# Jamaaladeen Tacuma
Jamaaladeen Tacuma, geboren als Rudy McDaniel (Hempstead, 11 juni 1956), is een Amerikaanse jazz-e-bassist en componist. Hij was orkestleider bij het Gramavision-label en werkte in de jaren 1970 en 1980 samen met Ornette Coleman, voornamelijk in de Prime Time-band van Coleman.
Tacuma toonde een unieke stijl van avant-garde jazz op Colemans album Of Human Feelings uit 1982 en werd algemeen beschouwd als een van de meest onderscheidende bassisten sinds Jaco Pastorius. Hij vormde zijn eigen band en nam albums op met commercieel toegankelijke melodieën met behoud van de uitgebreide harmonieën van Prime Time.

## Biografie
Tacuma, opgegroeid in Philadelphia (Pennsylvania), toonde al op jonge leeftijd interesse in muziek en trad in zijn tienerjaren op met organist Charles Earland. Via Earland leerde Tacuma de platenproducent Reggie Lucas kennen, die Jamaaladeen in 1975 op 19-jarige leeftijd introduceerde bij Ornette Coleman. Als e-bassist van Colemans funky harmonieuze Prime Time-groep werd Tacuma snel bekend. Gitarist Bern Nix was een ander bandlid. Terwijl hij bij Prime Time was, vertrouwde Tacuma vooral op traditionele techniek, plukken met zijn vingers. Zijn latere werk onthulde een meester-improvisator en toonde een meer ritmische funkbenadering.
De eerste drie Prime Time-opnamen (Dancing in Your Head, Body Meta en Of Human Feelings, allemaal opgenomen in de late jaren 1970), bevatten werk van Tacuma op een Rickenbacker-bas, een model dat populair is onder progressieve rockmuzikanten, maar zelden wordt gebruikt bij jazz-opnamen. In de jaren 1980 stapte hij over op een Steinberger bas, een instrument dat hem hielp zijn duidelijk herkenbare geluid te creëren.
Tacuma's werk met Prime Time bezorgde hem zijn meest spraakmakende optreden tot nu toe: een optreden met de band op Saturday Night Live op 14 april 1979, dat Tacuma later in het tijdschrift Musician noemde als zijn beste live-optreden ooit. Naast het werk met muzikanten als James Blood Ulmer, Walt Dickerson, Chuck Hammer en David Murray werkte hij samen met de opkomende artiesten van het New Yorkse Downtown-circuit zoals Kip Hanrahan, David Moss, Bill Laswell en Anton Fier (The Golden Palominos, 1983) die zijn reputatie verder verhoogde. Tacuma's eerste soloalbum Show Stopper kwam uit in 1983 bij het Gramavision-label. Het album groeide uit de jazz-funk stijl die hij ontwikkelde in zijn werk met Coleman. Zijn andere werken als leider bij Gramavision volgden die formule.
In de jaren 1980 begon hij met zijn band Cosmetic op te treden in een relatief ongecompliceerde funk/r&b-setting. Hij was veelvuldig te zien in muziekbladen dankzij zijn agressieve, stuwende speelstijl en zijn hoekige gevoel voor mode. In 1981 ontving Tacuma het hoogste aantal stemmen ooit voor een elektrische bassist in de categorie 'talent dat bredere erkenning verdient' van de DownBeat-onderzoeksenquête.
Sinds het begin van de jaren 1990 is hij actief gebleven, maar heeft hij een lager profiel behouden. Hij heeft tal van solo- en gezamenlijke opnamen gemaakt, waaronder verschillende cd's met duetten met saxofonist Wolfgang Puschnig. AllMusic noemde Mirakle, een opname met Tacuma, drummer Grant Calvin Weston en gitarist Derek Bailey als een van de belangrijkste opnamen van het jaar 2000. In 2006 keerde hij terug naar de jazz-spotlights met een optreden in de Political Blues van het World Saxophone Quartet.
In 2007 formeerde hij samen met Weston en gitarist Vernon Reid (bekend van zijn werk in Living Color en met Ronald Shannon Jackson) het powertrio Free Form Funky Freqs. Hij heeft ook twee albums opgenomen met Basso Nouveau, een band met meerdere bassisten, die samen spelen op verschillende instrumenten, waaronder elektrische bas, contrabas en akoestische basgitaar en waar ook bassist Gerald Veasley deel van uitmaakt.

## Onderscheidingen
Hij heeft de volgende prijzen en beurzen ontvangen: Parallel Culture Award in 2009, Marcus Garvey Foundation 50th Anniversary Award in 2011, The Pew Fellowship in the Arts in 2011 en The Uptown Theatre Hall of Fame Award in 2014, Gerald Veasely's Bass Boot Camp Living The Dream Award in 2016, The Philadelphia Clef Club of Jazz Best Bassist in 2017. Hij ontving The MacDowell Colony in 2011, Headlands Center for the Arts in 2012 en Civitella Ranieri in 2014. In 2017 ontving hij The Philadelphia Club Club of Jazz Best Bassist Award, in 2018 ontving hij de City of Philadelphia's Benny Golson Award, de Benny Golson Award omvat een City-proclamatie en de Liberty Bell-prijs - een van de hoogste onderscheidingen van de stad Philadelphia. Sinds 2015 presenteert Tacuma het jaarlijkse Outsiders Improvised & Creative Music Festival in Philadelphia en blijft wereldwijd toeren, produceren en opnemen.

## Discografie
- 1982: Show Stopper (Gramavision Records)
- 1983: Renaissance Man (Gramavision Records)
- 1984: So Tranquilizin'  (Gramavision Records)
- 1986: Music World
- 1987: Jukebox (Gramavision Records, met Byard Lancaster, Alan Sukennik, Dennis Alston, Alfie Pollit, Frederick Popeye Phineas)
- 1993: Boss of the Bass (Gramavision Records)
- 1994: Sound Symphony
- 1994: Jamaaladeen Tacuma met Basso Nouveau Night of Chamber Music (Moers Music, met Gerald Veasley, Jerome Hunter, Pablo Nahar, Edgar Bateman)
- 1995: Jamaaladeen Tacuma/Wolfgang Puschnig Gemini-Gemini (ITM Records)
- 1996: Jamaaladeen Tacuma/Wolfgang Puschnig Journey into Gemini Territory (ITM Records)
- 1998: Dreamscape (met Rick Iannacon, Jef Lee Johnson, Ben Schachter, Daryl Kwesi Burge, Adam Guth, Richard Tucker, Jahphar Barron, Ursula Rucker)
- 2000: Jamaaladeen Tacuma & Cornell Rochester Meet the Podium Three: Live in Köln (Timeless Records, met Wolter Wierbos, Paul van Kemenade, Jan Kuiper)
- 2011: For the Love of Ornette (Jazzwerkstatt, met Ornette Coleman, Tony Kofi, Wolfgang Puschnig, Yoichi Uzeki, Justin Faulkner, Wadud Ahmad, David Fingers Haynes; Bestenliste Preis der deutschen Schallplattenkritik)
- 2015: Doran, Stucky, Studer, Tacuma Call Me Helium (Double Moon Records)
- 2017: Gnawa Soul Experience (Jam All Productions)